# Iglesia del Santo Cristo (Baliuag)
La Iglesia del Santo Cristo de Baliuag  también llamada Sub-Parroquia del Santo Cristo; Capilla de Apo Kristo o Bisita ng Santo Kristo en el Barangay Sto. Kristo, es la más antigua "ermita" (Kapilya, Bisita o capilla) en Baliuag, Bulacan, parte del país asiático de las Filipinas. La iglesia está delimitada por las ciudades cercanas de San Fernando y Mabalacat, Pampanga, y Balanga, Bataan. En la actualidad, su parroquia madre, es la Iglesia de San Agustín de Baliuag, de 1733 que cuenta con 4 parroquias.
Durante el período de la colonización española de 1880, el acuerdo, Baryo de Baliuag no tenía nombre hasta que fue llamado "Santo Cristo", de allí el nombre de la iglesia.